# Otto Carlos Paladino
Otto Carlos Paladino fue un militar argentino que desempeñó el cargo de secretario de Inteligencia del Estado entre el 10 de febrero y el 15 de diciembre de 1976.
Previamente, entre 1975 y 1976, fue segundo comandante y jefe de Estado Mayor del II Cuerpo de Ejército. Como tal, estaba a cargo de la Subzona 21, conformada por la provincia de Santa Fe.

## Secretario de Inteligencia
Con el rango de general de brigada, fue designado en el puesto de secretario de Informaciones del Estado por la presidenta María Estela Martínez de Perón por el Decreto 485 del 3 de febrero de 1976 (publicado el día 10 de ese mes y año).
Su renuncia fue aceptada por el presidente de facto Jorge Rafael Videla mediante el Decreto 3198, rubricado el 9 de diciembre de 1976 y publicado el 15 de ese mismo mes y año. Fue sustituido por el general de división Carlos Enrique Laidlaw.